# Protestas en el Sahara Occidental de 2010-2011
Los enfrentamientos en el Sahara Occidental, inicialmente en el campamento saharaui de Agdaym Izik y más tarde en El Aaiún y otras localidades, tuvieron lugar el 8 y el 9 de noviembre de 2010 entre las fuerzas de seguridad de Marruecos y saharauis acampados en Agdaym Izik, una zona desértica a unos 16 kilómetros al sureste de El Aaiún, capital del Sahara Occidental, ciudad en la que también tuvo lugar un levantamiento saharaui al conocerse el asalto a Agdaym Izik y la intervención de las fuerzas marroquíes. A finales de noviembre del mismo año se sucedieron nuevos enfrentamientos en Smara y El Aaiún
Las cifras de fallecidos, heridos y detenidos fueron confusas, dado que las autoridades marroquíes impidieron la entrada a la zona de la prensa extranjera y a directivos de organizaciones no gubernamentales durante varias semanas. La organización Human Rights Watch (HRW), cuyo director de Emergencias pudo estar en el país durante cinco días, señaló en su informe que los únicos datos de fallecidos que poseían eran las cifras dadas por las autoridades marroquíes, que la represión y torturas a los detenidos eran ciertas y también los asaltos a las viviendas de los civiles saharauis, tal y como estos denunciaron. Por su parte, Amnistía Internacional, realizó un informe posterior en el que coincidía con el realizado por HRW en algunos puntos, pero discrepando en otros, como por ejemplo el uso de armas de fuego por parte de fuerzas marroquíes en el desalojo del campamento.
Según fuentes marroquíes, en los enfrentamientos fallecieron, a fecha 12 de noviembre, trece personas: un militar, nueve miembros de las fuerzas de seguridad marroquíes, un auxiliar de las mismas y un funcionario de la Oficina de Fosfatos de Marruecos, así como dos saharauis, uno de ellos Baby Hamday Buyema (también llamado Babi Mahmud El Guerga por los marroquíes), nacional español, y 163 detenidos solo en el Aaiún.
Por su parte, el Frente Polisario señaló que los fallecidos eran diecinueve, 723 heridos y 159 desaparecidos, haciendo público que en la ciudad de El Aaiún había cadáveres degollados en las calles que el ejército marroquí dejaba a la vista para aterrorizar a los habitantes. No obstante, el 11 de noviembre, el Frente Polisario fijó la cifra de heridos en más de 4.500 y más de 2.000 detenidos. Por parte de la asociación pro-saharaui de derechos humanos, Thawra, que agrupa a varios colectivos, la cifra de fallecidos podría superar el centenar. Otros colectivos saharauis afirmaban habían encontrado a 18 mujeres muertas, siete hombres y un niño de 7 años. El gobierno marroquí negó todas las versiones que no fueran la indicada por él mismo.
Fue la mayor protesta desde que en 1975 España abandonó el territorio de la antigua colonia, tras el Acuerdo tripartito de Madrid.
El mismo día 8 de noviembre, representantes del gobierno de Marruecos y el Frente Polisario se reunieron por la noche en Manhasset (Estados Unidos), en la tercera conferencia auspiciada por Naciones Unidas sobre el futuro del Sáhara Occidental, suspendiendo después la reunión hasta diciembre.
En las semanas sucesivas arreciaron las acciones hostiles de Marruecos hacia España por las condenas de los grupos políticos y del Congreso de los Diputados, que se concretaron en reclamaciones de soberanía sobre Ceuta y Melilla. La Unión Europea (y con ella, España) dieron por zanjado el conflicto el 13 de diciembre de 2010 con la firma de tres acuerdos comerciales con Marruecos y una vez conocidos los informes de Human Rights Watch y Amnistía Internacional.

## Antecedentes

Mapa del Sahara Occidental.

El Sahara Occidental se encuentra en la lista de las Naciones Unidas de territorios no autónomos y está ocupado y administrado casi en su totalidad por Marruecos, que controla las zonas norte y oeste. El resto (la zona oriental), que supone un 20% del territorio la controla la autoproclamada República Árabe Saharaui Democrática (RASD), dependiente del Frente Polisario, excepto la ciudad de La Güera, que permanece deshabitada y controlada por Mauritania. Un muro defensivo militar construido por Marruecos separa ambas zonas. Tiene 2.000 kilómetros de largo y una altura media de dos metros, protegido por alambradas y zanjas, así como campos de minas y fortificaciones cada cinco kilómetros.
El Frente Polisario mantiene su estructura de gobierno y militar asentadas en Argelia, en torno al campamento saharaui de Tinduf. Argelia apoya la independencia del Sahara Occidental y son frecuentes las tensiones con Marruecos por esta causa. El Sahara Occidental es considerado por el Banco Mundial como el territorio más rico de todo el Magreb por contar con el mayor banco pesquero del mundo y por sus abundantes reservas de fosfatos.
En 1991 se produjo un alto el fuego entre el Frente Polisario y Marruecos, estableciéndose la Misión de Naciones Unidas para el referendo en el Sahara Occidental (MINURSO), cuyo enviado en 2010 era Christopher Ross. Desde entonces ha habido cinco rondas negociadoras entre el gobierno marroquí y el saharaui. La quinta se inició el mismo día del asalto y se aplazó hasta diciembre de 2010, siempre bajo el auspicio de las Naciones Unidas.

### Concentración de veinte mil saharahuis reclamando trabajo y viviendas

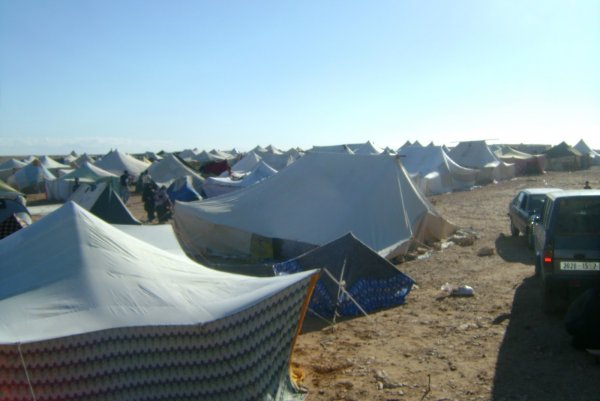
Campamento de Agdaym Izik en octubre de 2010.

Durante varias jornadas, en la zona desértica de Agdaym Izik, a unos 16 kilómetros al este-noreste de El Aaiún, veinte mil saharahuis se habían concentrado a lo largo del mes de octubre y noviembre de 2010 en un campamento provisional, para reclamar del gobierno de Marruecos viviendas y puestos de trabajo, o bien ayudas sociales para los saharahuis. A pesar del controvertido proceso de descolonización del Sahara Occidental, y la existencia del Frente Polisario como brazo armado y político de quienes reclaman la autodeterminación para la zona y que controla la RASD, durante el tiempo de las protestas no se produjeron llamamientos de insumisión o insurrección, si bien miembros del Frente Polisario en el campamento abogaban por una extensión de las peticiones originales, incluyendo el derecho de autodeterminación. El campamento estaba rodeado de un muro de metro y medio construido por las autoridades marroquíes al otro lado del cual se encontraban gendarmes y fuerzas de seguridad marroquíes.

### Muerte de Nayem El Gareh
El 24 de octubre de 2010, sobre las 19:00 PM (hora local) un todoterreno que intentaba salir del campamento de protesta fue ametrallado por soldados marroquíes. Al parecer el vehículo paró en un primer control, pero no se detuvo en el segundo. Como resultado, el joven saharaui de 14 años Nayem El Gareh moría en el acto, mientras su hermano Zoubayr El Gareh y Ahmed Daudi resultaban heridos de bala. Según el ministro portavoz del Gobierno de Marruecos, Khalid Naciri, Ahmed Daudi habría disparado desde el todoterreno, y las fuerzas de seguridad habrían actuado en legítima defensa. Añadió que a bordo del vehículo había "un arsenal de armas". Testigos de lo ocurrido reconocieron que el vehículo se saltó uno de los controles, "pero en ningún momento se abrió fuego desde ellos, en lugar de disparar a las ruedas se tiró a dar".
Nayem El Gareh fue enterrado en secreto al día siguiente, sin el consentimiento de su familia. Agentes de paisano fueron a la casa familiar, pidieron a su padre que les acompañara y le condujeron al cementerio donde se enterró a Nayem, no lejos de la tumba de Hamdi Lembarki (joven saharaui asesinado por policías marroquíes en 2005). Un tío y un primo del muerto, además de varios policías marroquíes, fueron los únicos presentes en el enterramiento. Mohamed Abdelaziz, presidente de la República Árabe Saharaui Democrática, declaró ese día como "Día de Duelo Nacional por el Mártir Elgarhi Nayem".

### Actuación del gobierno de Marruecos antes del conflicto

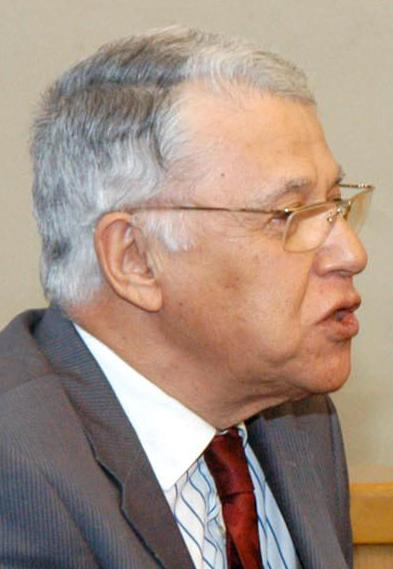
El primer ministro de Marruecos, Abbas El Fassi.

El 24 de octubre un adolescente saharaui de 14 años murió por disparos de la policía marroquí en un control policial del campamento. El 31 de octubre, el ministro del Interior, Taieb Cherkaoui, visitó El Aaiún y se reunió con notables saharahuis de la ciudad, citando después al comité que regentaba el campamento, que se negó a asistir a la reunión mientras no "se levante el cerco policial y militar que padecemos".
Khalid Naciri declaró el 4 de noviembre, que las conversaciones con los representantes de los acampados eran "positivas": el 5 de noviembre, dos periodistas españoles (de la Cadena SER y Televisión Española) fueron agredidos en un tribunal en Casablanca mientras cubrían informativamente un juicio contra siete activistas saharahuis y la parlamentaria del Partido Nacionalista Vasco, Nerea Antia y el de Aralar, Mikel Basabe, junto a la representante de esta última formación en la Cámara navarra Nekane Pérez, fueron retenidos en el aeropuerto de Casablanca por las autoridades marroquíes, que les impidieron viajar al campamento saharaui de Agdaym Izik y fueron expulsados del país; un día después, el sábado 6, las fuerzas de seguridad marroquíes dificultaron las entradas y salidas de los acampados y el 7, el campamento quedó cerrado y cercado.

### Discurso del rey Mohamed VI a la nación el día anterior al asalto del campamento de Agdaym Izik
La misma noche del 7 de noviembre, el rey de Marruecos, Mohamed VI se dirigió en un discurso a la nación, con motivo del 35 aniversario de la Marcha Verde gracias a la cual Marruecos ocupó buena parte del Sahara Occidental, en el que el monarca lamentó el uso de las libertades "para dañar nuestra integridad territorial" y advirtió de que "nuestro país no tolerará ninguna violación, alteración o puesta en tela de juicio de la marroquinidad de esas zona", al tiempo que anunció que un grupo de expertos dirigidos por Omar Azziman, ex embajador marroquí en España, estudiaría "beneficios para las provincias del sur" con una ampliación de la democracia en los asuntos regionales al tiempo que se "consolidarán los mecanismos locales y regionales de derechos humanos". Tras la intervención en televisión del rey, algunas decenas de jóvenes saharahuis se manifestaron en El Aaiún contra las palabras del monarca.

## Asalto al campamento

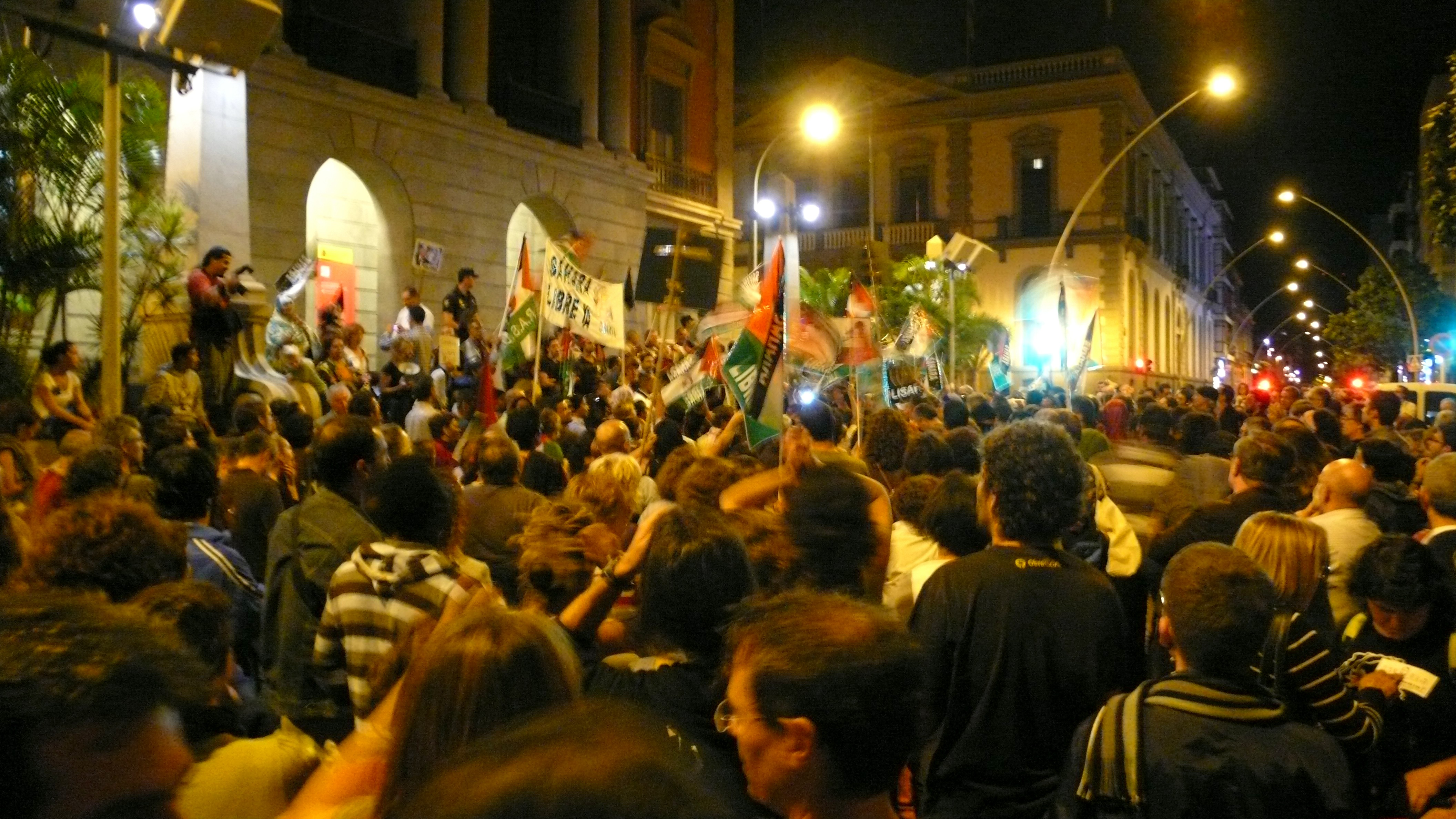
Concentración en Santa Cruz de Tenerife en la noche del 8 de noviembre de 2010 en contra del asalto al campamento de Agdaym Izik.

En la madrugada del 8 de noviembre, a las 07:00 horas de Marruecos, varios helicópteros de la gendarmería marroquí sobrevolaron el campamento pidiendo a los acampados que lo abandonasen de inmediato. Un pequeño grupo de mujeres y niños salieron y fueron trasladados en autobús hasta El Aaiún. Después varias decenas de jaimas empezaron a arder sin que se conociese el origen del incendio, lo que provocó el pánico, y las fuerzas de seguridad marroquíes, en número de 3.000 efectivos,  terminaron por ocupar la zona después de usar gases lacrimógenos, porras, escudos y cañones de agua, partiendo miles de saharauis a pie por el desierto camino de El Aaiún. Según el valí de El Aaiún, las fuerzas de seguridad habían realizado una "operación para liberar a los chioukhs (notables saharauis), a las mujeres y a los niños que estaban en poder de un grupo de individuos con antecedentes penales por delitos comunes" que se habrían refugiado en el campamento por lo que, según el valí, tras tratar de dialogar con ellos, la situación era "inaceptable desde un punto de vista legal", acordánsose la intervención para "detener de manera pacífica a los elementos que estaban fuera de la ley, pero se les impidió acceder al campamento y se enfrentaron con una reacción violenta por parte de aquellos que usaron [para atacarles] cócteles molotov y bombonas de gas".

## Levantamiento y enfrentamientos en El Aaiún, Smara y El Marsa
Al enterarse los habitantes de El Aaiún del asalto, desde distintos barrios de la ciudad grupos de vecinos marcharon en dirección a Agdaym Izik para ayudar a los que retornaban, impidiéndoles la policía salir de la ciudad. Entonces se organizaron barricadas en distintos puntos de la capital, incluida la calle principal de la misma, con duros enfrentamientos con la policía que usó balas de goma tratando de dispersar a los manifestantes. Grupos de jóvenes que venían desde el campamento se unieron a los enfrentamientos contra las fuerzas del orden con cócteles molotov y piedras. Fuentes saharauis señalaron que los manifestantes habían tomado una comisaría y que la policía marroquí usaba fuego real.
En la noche del 8 al 9 de noviembre, el gobierno marroquí decretó el toque de queda en la ciudad. Fuentes saharauis aseguraron que durante esa noche fueron detenidas decenas de personas, y se produjeron ataques y saqueos a propiedades saharauis. Fuentes saharahuis indicaron que el día 9 de noviembre la ciudad amaneció tomada por las fuerzas de seguridad de Marruecos que mantenían cerrados los accesos y que ciudadanos promarroquíes patrullaban las calles. Mientras, ese día se mantuvieron escaramuzas en la zona centro, menos violentas que las del día anterior. El Frente Polisario señaló que también se habían regristrado enfrentamiento en Esmara, donde el gobierno marroquí había decretado el estado de sitio y se habían suspendido las clases hasta el 19 de noviembre.
El ministro de Exteriores de la RASD, Mohamed Uld Salek, denunció el 10 de noviembre que en las calles de El Aaiún "están apareciendo cuerpos degollados y cadáveres con impactos de bala, algunos de ellos de niños. La televisión marroquí muestra imágenes aparentemente en calma de las zonas de colonos, pero en los barrios saharauis los marroquíes matan a la gente y la dejan tirada en las calles".

## Fallecidos, desaparecidos, heridos y detenidos

### Versión del Gobierno de Marruecos
Las cifras de fallecidos, heridos y detenidos fueron confusas. En un primer momento, la agencia oficial marroquí MAP, señaló el mismo día 8 de noviembre que había tres muertos por parte de las fuerzas de seguridad y auxiliares, y que el miembro de la fuerza auxiliar "murió después de haber recibido varias puñaladas por parte de un agitador, en el momento en que intentaba evitar que llevara a cabo actos vandálicos". Según fuentes marroquíes, los datos actualizados el 12 de noviembre eran que en los enfrentamientos fallecieron trece personas: un militar, nueve miembros de las fuerzas de seguridad marroquíes, un auxiliar de las mismas y un funcionario de la Oficina de Fosfatos de Marruecos, así como dos acampados saharahuis, uno de ellos, Baby Hamday Buyema (también llamado Babi Mahmud El Guerga), saharahui de nacionalidad española, y 163 detenidos solo en el Aaiún. El número de detenidos varió a la baja, según la versión marroquí, que reconoció días después 132, de los cuales siete fueron liberados por ser menores.
El 20 de noviembre el vali de El Aaiún señaló que en hospital civil Mulay Hassan Ben el Mehd en El Aaiun, el día de los incidentes ingresaron a 53 heridos por pedradas y cuchilladas, 10 de ellos miembros de las fuerzas de seguridad. El mismo día 20, el director de salud pública de la zona, indicó igualmente que en el hospital militar habían ingresado 275 heridos, de ellos 255 eran policías con heridas de piedras y cuchillos, y otros 20 eran civiles con contusiones.

### Versión del Frente Polisario y otras entidades saharahuis
Por su parte, el Frente Polisario señaló que los fallecidos eran diecinueve, 723 heridos y 159 desaparecidos, haciendo público que en la ciudad de El Aaiún había cadáveres degollados en las calles que el ejército marroquí dejaba a la vista para aterrorizar a los habitantes. No obstante, el 11 de noviembre, el Frente Polisario fijó la cifra de heridos en más de 4.500 y más de 2.000 detenidos. El 18 de noviembre el representante del Frente Polisario en España señaló la existencia de 36 cadáveres en el hospital militar de El Aaiún, más 5 que ya fueron entregados a sus familias. Por parte de la asociación saharahui de derechos humanos, Thawra, que agrupa a varios colectivos, la cifra de fallecidos podría superar el centenar. Otros colectivos saharahuis afirmaban habían encontrado a 18 mujeres muertas, siete hombres y un niño de 7 años.
Respecto de los detenidos, la Asociación Saharaui de Víctimas de las Violaciones de los Derechos Humanos (ASVDH) reconocía el 20 de noviembre 127 identificados y 3 sin identificar, dos menos que señalaban las fuentes marroquíes el mismo día. La ASVDH reconocía cinco personas desaparecidas. La "Campaña Internacional para la Liberación de todos los Presos Políticos Saharauis" contabilizaba el 10 de febrero 141 presos, de los cuales 20 se encontraban en la prisión de Salé a la espera de juicio ante un tribunal militar.
El Frente Polisario, a través del Ministerio de Información de la autoproclamada República Árabe Saharaui Democrática confirmó la muerte de un saharaui de 26 años, Baby Hamday Buyema (también llamado Babi Mahmud El Guerga o Babi Mahmud el Gargar), nacional español, señalando que "este trágico y cobarde asesinato, perpetrado por las fuerzas de ocupación tuvo lugar cuando las unidades del Ejército marroquí, la Gendarmería y las Fuerzas Auxiliares invadieron el campamento de Agdeim Izik".

### Informes de Organizaciones No Gubernamentales

#### Comunicado de Human Rights Watch
El primer comunicado de prensa independiente sobre lo sucedido lo ofreció la organización Human Rights Watch el 26 de noviembre. Su director de Emergencias, Peter Bouckaert, permaneció cinco días en la zona del campamento y en El Aaiún (del 12 al 16 de noviembre), afirmando no haber sufrido ningún tipo de restricción por parte de Marruecos en sus averiguaciones, si bien en sus dos primeros intentos de llegar al Sáhara Occidental no le fue permitida la entrada.
HRW informó de que no había realizado su propio recuento de bajas civiles y de las fuerzas de seguridad. En dicho comunicado se señaló que la acción de los militares fue violenta, pero que no acudieron al campamento portando armas de fuego[cita requerida], aunque señala el uso de dichas armas por parte de las fuerzas marroquíes posteriormente, en El Aaiún; que los militares marroquíes golpearon a saharahuis hasta dejarlos inconscientes y después siguieron golpeándolos, que más de 100 personas fueron detenidas, y que fueron comunes los malos tratos y abusos en las dependencias policiales, y que este trato vejatorio continuaba tras terminar su inspección. El informe señaló también que "las fuerzas de seguridad participaron con civiles marroquíes en ataques de represalias contra civiles y sus casas e impidieron a saharauis heridos ir a buscar asistencia médica".
Respecto a la vinculación con elementos extremistas de los saharahuis según la versión marroquí, Bouckaert la desmintió, informó que Marruecos seguía buscando a los líderes del campamento y que sí eran ciertos los saqueos a las viviendas de los civiles saharahuis por parte de civiles marroquíes, en especial en El Aaiún. Desmintió también la versión saharahui de que El Aaiún estuviera en estado de sitio.

Las fuerzas de seguridad tienen derecho a hacer un uso proporcionado de la fuerza para prevenir la violencia y proteger vidas humanas, pero nada puede justificar golpear a personas detenidas hasta que pierdan el conocimiento.
Sarah Leah Whitson. Directora para Oriente Medio y Norte de África de Human Rights Watch.

#### Informe de Amnistía Internacional
Amnistía Internacional hizo público su informe el 1 de diciembre sobre la situación en el Sahara Occidental tras los enfrentamientos. La organización señaló que permaneció en la zona durante seis días sin tener problemas en sus investigaciones. En el informe concluyó que el número de fallecidos se correspondía con los datos ofrecidos por el gobierno de Marruecos, si bien les constaban dos saharahuis desaparecidos que no se encontraban en las cifras oficiales. Respecto a si se había ejercido o no una violencia desmesurada contra los saharahuis, el informe señalaba que "los malos tratos y golpes, en ocasiones causando heridas graves, fueron generalizados" y que "todos los detenidos con los que nos hemos entrevistado han sufrido torturas y malos tratos como práctica rutinaria". Los detenidos estuvieron varios días sin que sus familiares tuvieran conocimiento:

La ley obliga a facilitar información a las familias, pero no hemos encontrado ningún caso en el que las autoridades tomaran la iniciativa de informar a los familiares de detenidos. Cuando éstos acudieron a las autoridades para preguntar dónde estaban sus parientes, no consiguieron ninguna información y eso duró varios días, hasta que el 24 de noviembre muchas familias pudieron visitar la Cárcel Negra por primera vez y confirmar así sus sospechas.

#### Informe de la Asociación Marroquí de Derechos Humanos (AMDH)
La Asociación Marroquí de Derechos Humanos denunció mediante un informe presentado el 24 de diciembre que el asalto a los campamentos no dio oportunidad a mujeres embarazadas, niños, ancianos y discapacitados de ser evacuados. Denunció además torturas, detenciones ilegales, abortos, la prohibición de visitar hospitales y el azuzamiento de los inmigrantes marroquíes contra los saharauis, como parte de un castigo colectivo. Según dicho informe, las fuerzas de seguridad renunciaron a proteger las propiedades del estado y de los ciudadanos, mediante su ausencia total de El Aaiún en la mañana del día del desalojo, mientras que por la tarde alentaron la destrucción y el saqueo de hogares saharauis. Confirmó también las restricciones impuestas por las autoridades sobre los medios de comunicación y las asociaciones de derechos humanos, además de pedir la realización de una "investigación neutral y objetiva".

### Un español fallecido y otro desaparecido
El 11 de noviembre, se informó desde España por la Coordinadora de Amistad con el Pueblo Saharaui de la provincia de Alicante, que Baby Hamday Buyema (también llamado Babi Mahmud El Guerga), único fallecido saharahui hasta ese momento reconocido por Marruecos, era de nacionalidad española, nacido en el Sáhara Occidental cuando este territorio era colonia española. La noticia provenía de su propio hermano, residente en Alicante. El fallecido vivía en la localidad alicantina de Petrel y se trasladó hacía poco Al Aaiún para trabajar. Según la familia fue obligado por la policía marroquí a descender del autobús en el que marchaba al trabajo y fue atropellado por otro vehículo policial a gran velocidad, causándole la muerte. El hermano del fallecido, Lehmad Hamday Buyema, pidió desde España que se investigase la muerte. La ministra de Asuntos Exteriores española, Trinidad Jiménez, declaró el 12 de noviembre que ""España considera que deben esclarecerse de forma urgente las circunstancias del fallecimiento del ciudadano español".
El mismo día, españoles familiares de Ahmed Gachbar, saharahui afincado en El Aaiún, denunciaron su desaparición. Según su hermano, Mohamed Gachbar, residente en España, agentes de Marruecos entraron en el domicilio familiar en la ciudad, arrasaron la casa y le prendieron fuego el 8 de noviembre. La familia presentó una denuncia ante el consulado español y, al día siguiente, regresaron los agentes y se llevaron a sus hermanos Ahmed y a Brahim de la vivienda. Brahim regresó y afirmaba haber sido torturado, mientras que de Ahmed se desconocía su paradero. La ONG francesa Amis du Peuple du Sahara Occidental (AP-SO) corroboró la información de la familia.

### Detenidos
De los 163 detenidos de los que informaron las fuerzas de seguridad marroquíes en los primeros días, pasaron a fijar la cifra en 132 el 20 de noviembre. De ellos, 117 ingresaron en la Cárcel Negra de El Aaiún el 12 de noviembre de 2010. La fiscalía, previamente, había presentado cargos contra 77, pero el juez solo imputo delitos a 70: 64 ante la justicia civil y 6 ante la justicia militar. Más tarde se imputó a otros 2 más ante la justicia militar. Entre los imputados ante la justicia militar por "constitución de banda criminal para perpetrar actos criminales contra las personas" se encontraba el considerado líder del campamento de Agdaym Izik, Mohamed Bourial y el intelectual Naama Asfari. Los 54 imputados ante la justicia civil fueron apresados en el campamento, en la capital o en el puerto de la misma, y están acusados de "actos vandálicos" y de "desobediencia y violencia contra funcionarios".
El 2 de octubre de 2023, la ONU pide en una nota la liberación de los manifestantes independentistas saharauis, miembros del llamado grupo Gdeim Izik, que habían sido declarados culpables del asesinato de miembros de las fuerzas de seguridad marroquíes durante el desmantelamiento del campo. Gdeim Izik por tribunales marroquíes en 2013 y encarcelado desde entonces.

## Tramitación de querellas ante la Audiencia Nacional de España
La Liga Española Pro Derechos Humanos presentó en la Audiencia Nacional una querella como acción popular contra tres ministros marroquíes y el gobernador de El Aaiún por la presunta comisión los delitos de asesinato de un ciudadano español y de lesa humanidad, genocidio, lesiones y torturas, y solicitó que la ministra de Exteriores española, Trinidad Jiménez, compareciera como testigo. Pocos días después también presentó una querella en la Audiencia Nacional la familia del fallecido en calidad de acusación particular contra el ministro del Interior marroquí, los cuerpos especiales de la policía marroquí y los agentes que intervinieron, por los delitos de asesinato y lesa humanidad.
La Fiscalía de la Audiencia Nacional el 26 de noviembre calificó los hechos denunciados como un delito de lesa humanidad, "con carácter provisional y sin perjuicio de una mayor concreción en el futuro", justificando la competencia de la Audiencia para investigar los hechos en que la única víctima mortal reconocida por Marruecos es española, así como la relación histórica y cultural entre España y el Sáhara Occidental, justificando la competencia de la Audiencia en virtud del principio de jurisdicción universal.

Las circunstancias descritas en la querella, unida a los antecedentes históricos, permiten afirmar en este momento, y sin perjuicio de una ulterior información más completa, que los hechos podrían tener naturaleza delictiva en los términos expresados. La actuación policial [marroquí] se dirige contra un colectivo muy determinado asentado en una localización concreta, colectivo que reúne los requisitos para ser considerado grupo nacional o étnico a los efectos indicados. Tal calificación le fue reconocida por los antecedentes que la cuestión saharaui ha despertado en el seno de la ONU y en particular en la Resolución 1495 de 2003, aprobada por el Consejo de Seguridad. Los lazos con la comunidad saharaui son evidentes. No solamente hay que destacar la condición de territorio colonial en el pasado del Sahara occidental, lo que determinó la creación de vínculos lingüísticos, culturales, etcétera, que tiene reflejo en la legislación española. Así, la legislación sobre la adquisición de la nacionalidad española contempla mecanismos privilegiados para la etnia saharaui. [Además] la ONU considera a España potencia administradora del territorio no autónomo del Sáhara occidental, al declarar contrarios al derecho internacional los acuerdos de Madrid celebrados en 1975 entre España, Marruecos y Mauritania en los que se nombraron potencias administradoras a estos dos últimos.

## Reacciones internas

### Gobierno de la RASD y asociaciones saharauis

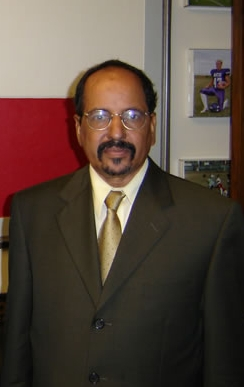
Mohamed Abdelaziz durante una visita a Estados Unidos en 2005.

El Frente Polisario y la cúpula de la República Árabe Saharaui Democrática (RASD), presidida por Mohamed Abdelaziz, mantuvo reuniones de urgencia tras el asalto para determinar si volvían a las armas contra Marruecos, tal y como exigía uno de sus líderes más carismáticos, Brahim Gali, cofundador del Frente Polisario y ministro de Defensa de la RASD. Poco antes de los enfrentamientos, Abdelaziz había advertido de que la vuelta a las armas seguía siendo una opción "legítima" de los saharauis. Brahim Ghali, afirmó que el Gobierno de la RASD no descartaba ninguna opción, incluida la vuelta a la acción armada, ante la "feroz represión" de las autoridades marroquíes "sobre los territorios ocupados". Bucharaya Beyún, representante del Polisario en España declaró:

Nunca, desde el alto el fuego de 1991, hemos estado tan cerca de una guerra. La confianza de los saharauis en la comunidad internacional se ha acabado. Marruecos ha llevado a cabo una represión feroz con prisioneros, torturas y desapariciones diarias. Existe un silencio sepulcral en los gobiernos europeos que no se entiende. Nadie dice nada.

El 19 de noviembre los representantes del Frente Polisario en España advirtieron que las comunidades saharahuis reclamaban una guerra después de los enfrentamiento y que el POLISARIO disponía de "armas, hombres y voluntad suficientes para que no haya paz en la zona mientras no exista una solución pacífica al conflicto" ante "el silencio, la complicidad y la indiferencia" de la comunidad internacional.
Las asociaciones saharauis de defensa de los derechos humanos, como la que preside la activista Aminetu Haidar, señalaron que cuando las acciones acabaran se conocerían muchos más muertos y heridos.

### Gobierno de Marruecos

#### Acusaciones a Argelia y vinculaciones con Al Qaeda del Magreb Islámico
Marruecos, a través del embajador del país en la Unión Europea, Menouar Alem, señaló en una carta remitida a las autoridades Europeas, que Argelia era la responsable de financiar y alentar los enfrentamientos. Calificó la actuación argelina de "plan metódico de desestabilización" y que fueron "criminales manipulados" los que crearon las tensiones entre los acampados. La agencia oficial marroquí MAP, y los ministros de Asuntos Exteriores, Taieb El Fassi, y del Interior, Taieb Cherkaoui, presentaron en la tarde noche del 15 de noviembre y a lo largo del día 16 imágenes que, a su juicio, avalaban la versión marroquí según la cual se encontraban en el interior del campamento elementos violentos que retenían a la población pacífica y que se degolló a militares marroquíes y se humilló los cadáveres. El ministro del Interior marroquí, durante su visita a España el 17 de noviembre, acompañado del general Hosni Benslimane (buscado desde octubre de 2010 por la justicia francesa por el secuestro y asesinato en 1965 del profesor socialista Mehdi Ben Barka), señaló que las tácticas de los saharahuis en los incidentes se parecían a las empleadas por Al Qaeda del Magreb Islámico, lo que fue interpretado como lazos entre los saharahuis y la organización terrorista que actúa en el Magreb y parte del Sahel. El intento de vinculación entre unos y otros no es nuevo, pues los servicios secretos de la DRS marroquí lo han intentado varias veces.
Según una declaración del Departamento de Estado de los Estados Unidos, principal valedor de Marruecos en la zona, EE. UU. no vio indicios de terrorismo islámico en el Sahara Occidental. Al contrario, la diplomacia de Estados Unidos, según las filtraciones de WikiLeaks, consideraba que Al Qaeda del Magreb Islámico constituía una amenaza para los saharahuis y quienes ocasionalmente se hospedaban con ellos en los campamentos de refugiados, singularmente españoles.

#### Cese del gobernador civil de El Aaiún
El rey Mohamed VI cesó al gobernador civil (wali) de El Aaiún, Mohamed Guelmouss, por un saharahui, Khalil Dkhi, veinte días después de los enfrentamientos, nombrándolo gobernador de Safi, una pequeña localidad, cargo del que también fue destituido tres semanas después. Guelmouss, que había el responsable de las negociaciones con los acampados en Agdaym Izik, gozaba de la protección y simpatía de Fouad Ali el Himma, amigo personal del rey y líder del partido Autenticidad y Modernidad, pero había recibido duras críticas por su actuación en la crisis del partido mayoritario, Istiqlal y del propio alcalde de El Aaiún, saharahui.

#### El partido Istiqlal
Por su parte, el partido gubernamental marroquí, Istiqlal, denunció en un comunicado el 9 de noviembre que "el intento de algunas personas por explotar un movimiento social que tiene lugar en el contexto de la libertad, la pluralidad y el aperturismo" y que "no va a consentir el chantaje y la manipulación política", señalando los avances de todo orden que ha vivido el Sahara Occidental bajo el reinado de Mohamed VI. Por su parte, la delegación marroquí en las conversaciones auspiciadas por Naciones Unidas para la descolonización del Sahara Occidental que se reunió el día 9 de noviembre con representantes de las Naciones Unidas, señaló al suspenderse las reuniones hasta diciembre:

No podemos seguir bajo el mismo marco ni en las mismas condiciones, de ahí la necesidad de dar una nueva dinámica y un nuevo impulso cualitativo a estas negociaciones.
Taib Fassi Fihri, ministro marroquí de Asuntos Exteriores.

#### Ataques del gobierno de Marruecos a la prensa española
A la prensa occidental, y singularmente la prensa española, no se le permitió viajar al Sahara occidental a informar de los sucesos. Tanto el gobierno de Marruecos como la compañía aérea estatal, Royal Air Maroc, impidieron que distintos periodistas españoles cubrieran la información, siendo expulsados aquellos que lograron llegar a entrar en la zona como la cadena SER (Angels Barceló) o quitando la acreditación al corresponsal del diario ABC durante ocho años, Luis de Vega.
El gobierno de Marruecos, a través de su ministro de Comunicación, justificó la actuación con un comunicado oficial en el que acusó a los periodistas españoles, citando expresamente a Antena 3, los diarios El País y Abc, la cadena SER y la agencia EFE, de "recurrir sistemáticamente a procedimientos falaces, técnicas innobles, manipulaciones abyectas y montajes inmundos" en una "una auténtica deriva odiosa y racista" con "grave manipulación de la opinión pública española" cuando informaban sobre Marruecos.

#### Críticas en Marruecos a la posición europea
Desde el 25 de noviembre, en que el Parlamento Europeo se pronunció por una investigación independiente de los sucesos, el primer ministro marroquí consideró que la resolución no les obligaba a nada, se inmiscuía en asuntos de la soberanía marroquí y estaba muy influenciada por el Partido Popular de España. Los partidos político marroquíes convocaron una manifestación en Casablanca para el día 28 de noviembre en protesta por la resolución de la eurocámara. Cientos de miles de personas se manifestaron en Casablanca, con el primer ministro marroquí a la cabeza y bajo el lema Ayer y hoy, el Sahara siempre marroquí, desfilando por las calles más céntricas de la ciudad bajo banderas de Marruecos y retratos del rey Mohamed VI, mientras en las pancartas la mayoría de las alusiones criticaban la actitud del Partido Popular español.
Por su parte, los sindicatos marroquíes, tras una reunión con el ministro del Interior marroquí, encabezados por el mayoritario, Confederación Democrática del Trabajo, se sumaron a la convocatoria de las fuerzas políticas y convocaron a su vez una huelga para el lunes, 29 de noviembre, en las empresas españolas establecidas en Marruecos, como rechazo a la posición del Parlamento Europeo, adoptada, a su juicio, bajo presión del Partido Popular español, si bien el gobierno marroquí desautorizó pocos días más tarde la convocatoria de huelga, afirmando que convenía evitar todo "lo que atente contra los intereses de los operadores económicos que contribuyen al acercamiento entre los pueblos marroquí y español".

### Medios de comunicación marroquíes
Los medios de comunicación de Marruecos están sujetos a una legislación que no permite la libertad de prensa. La televisión marroquí consideró que el país había sufrido una conspiración preparada por Argelia, enviando desde los campos de Tinduf, donde se encuentran refugiados miles de saharahuis, personas "entrenadas militarmente en Cuba" para activar la violencia en el Sahara Occidental. Según esta versión, el servicio secreto argelino (DRS) financió con 4,5 millones de euros, las acciones de El Aaiún. Incluso el diario opositor, Libération, vio la mano de Al Qaeda del Magreb Islámico en los enfrentamientos.

### Acoso sobre Ceuta y Melilla y reclamación de soberanía de territorio español

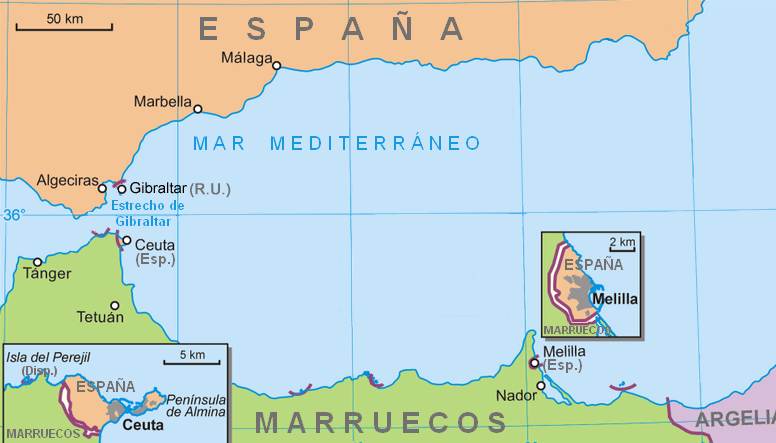
Ubicación de Ceuta y Melilla en el norte de África.

Desde los enfrentamientos se sucedieron situaciones conflictivas con las ciudades españolas de Ceuta y Melilla por autoridades u organizaciones marroquíes.
Así, distintas organizaciones marroquíes convocaron el 2 de diciembre una marcha sobre la ciudad española de Ceuta desde Rabat para el día 4 de diciembre, al objeto de reclamar la soberanía marroquí sobre la misma, Melilla, Islas Chafarinas y otros territorios españoles que consideraban "ocupados". El mismo día 4 se anunció la suspensión de la marcha por "motivos logísticos" para otro momento sin especificar cuándo.
Los grupos parlamentarios marroquíes en la Cámara de Consejeros solicitaron del gobierno marroquí que impulsase ante las Naciones Unidas el proceso de descolonización de las ciudades españolas de Ceuta y Melilla, se solicitase visado a los españoles que quisieran entrar en Marruecos, se suspendiesen los programas bilaterales con España y se establecieran "comisiones de audición" que evaluaran los "crímenes contra la humanidad" cometidos por las autoridades españolas durante la "guerra colonial" en el norte de África. Entre los grupos parlamentarios que impulsaron la solicitud se encontraba el Partido Autenticidad y Modernidad, formación próxima al rey de Marruecos. Por su parte, la Cámara de Representantes de Marruecos acordó "reabrir el asunto de Ceuta y Melilla" y revaluar sus relaciones con España.
Yahya Yahya, alcalde de Beni Enzar, localidad fronteriza con Melilla y Mohamed Aurag, alcalde de Beni-Chicar, encabezaron el 5 de diciembre la incautación de dos pozos de agua que abastecían a la ciudad de Melilla pero que se encontraban en territorio marroquí, amenazando con cortar el suministro de agua potable a la ciudad española. Eran los pozos de Trara y Yasinen, que por concesión administrativa estaban gestionados por España y custodiados por policía local de Melilla. Los alcaldes marroquíes expulsaron a los guardas españoles y establecieron los suyos propios. Yahyia, que es senador marroquí y fue condenado en España en 2008 a un año y tres meses de cárcel por un delito contra la autoridad, declaró:

Expulsamos a los guardas, pusimos a otros remunerados por nuestros ayuntamientos, cambiamos los candados y, en una fecha que aún no se puede precisar, cortaremos el agua. Respondemos así a la hostilidad hacia Marruecos del Congreso español y a la agresión de de la ultraderecha española.

El presidente de Melilla, Juan José Imbroda, señaló que esos pozos ofrecen el 5 por 100 del agua potable que necesita la ciudad y que pedirían al Delegado del Gobierno y al Ministerio de Exteriores español que tomasen las medidas oportunas, sin descartar denunciar a las autoridades marroquíes por la violación de los derechos de concesión, considerando el acto una "provocación innecesaria".
La frontera melillense de Beni Enzar quedó cerrada durante media hora por las acciones de activistas marroquíes el 7 de diciembre, que anunciaron una marcha sobre Melilla para el día 11.
El 11 de diciembre el gobernador de Nador expulsó a los ocupantes de los pozos y prohibió la marcha sobre Melilla.

## Reacciones internacionales

### Organismos internacionales
- Unión Africana: el presidente de la Comisión de la Unión Africana, Jean Ping, expresó el 10 de noviembre mediante un comunicado oficial que había seguido con gran preocupación los trágicos eventos de El Aaiún, resultado del asalto de las fuerzas marroquíes contra el pacífico campamento saharaui a las afueras de la ciudad. Añadió: "Las medidas de fuerza tomadas por las autoridades marroquíes para desmantelar el campamento y dispersar a los manifestantes han resultado lamentablemente en la pérdida de vidas y la destrucción de propiedades, en un contexto de tensiones agudizadas en las últimas semanas". La Unión Africana exhortó a Marruecos para abstenerse en el uso de la fuerza, y a que siga el camino del diálogo, como única forma productiva de resolver la crisis.[62]

- Unión Europea: la Comisión Europea expresó su preocupación por la "ola de violencia", lamentando las víctimas mortales y pidiendo a las partes que mantuvieran la calma y evitasen la violencia.[4] El Parlamento Europeo afirmó la conveniencia de una investigación independiente e internacional sobre los hechos, instando a Marruecos a permitir el acceso libre de la prensa a la zona y condenando los incidentes violentos.[63] El ministro de Exteriores marroquí, Taieb Fassi-Fihri, acudió al Parlamento Europeo el 1 de diciembre y negó todas las acusaciones que se le hicieron y culpabilizó a la prensa española de la información que se vertía sobre los enfrentamientos.[64]

- Naciones Unidas: las Naciones Unidas anunciaron el 11 de noviembre la celebración de una reunión extraordinaria del Consejo de Seguridad, en la que comparecerán el Secretario General, Ban Ki-moon y el enviado especial del mismo, Christopher Ross.[65] En dicha reunión, Christopher Ross presentó el resultado de las conversaciones que celebraron las partes y que coincidió con los enfrentamientos, dentro de la ronda de contactos para el proceso de descolonización. El Consejo de Seguridad apoyó a la MINURSO y las gestiones de Ross y deploró  "la violencia en El Aaiún y en el campamento de Gdeim Izik", al tiempo que expresó sus condolencias por los heridos y muertos.[66]

### Países
- Argelia: El presidente de la Comisión Nacional Consultiva para la Promoción y Protección de los Derechos Humanos, Farouk Ksentini, calificó el ataque de las fuerzas marroquíes al campamento de Gdeim Izik como " un genocidio y un crimen contra la humanidad cometido por un país agresivo", pidiendo a la comunidad internacional ejercer presión sobre Marruecos para que "reconozca sus crímenes".[67] El Gobierno de Argelia, según las filtraciones de WikiLeaks, garantizó en 2009 a Estados Unidos que no iría a la guerra con Marruecos por el conflicto del Sahara Occidental, pero que si los saharauis decidieran "combatir en su propio territorio" (el 15% del Sáhara Occidental, controlado y administrado por el Frente Polisario), sería "su decisión", aunque no se les permitiría combatir en el Sáhara Occidental y retirarse luego a Argelia. Las relaciones entre el presidente argelino, Abdelaziz Buteflika, y el rey Mohamed VI se consideraban pésimas.[68]

- Colombia: la Comisión de Derechos Humanos de la Cámara de Representantes de Colombia condenó "la violencia ejercida por las fuerzas marroquíes contra la población civil saharaui, mujeres, niños y ancianos", expresando su solidaridad con las víctimas del pueblo saharaui, exhortando al gobierno de Colombia a que rechace los ataques a un pueblo indefenso. Además pidió a Marruecos que cese sus agresiones y respete el derecho a la autodeterminación del pueblo saharaui. Por último, la comisión recuerda que se ha vulnerado el derecho a la información, así como critica la "impavidez" de la comunidad internacional ante la violación de los derechos humanos.[69]

- Cuba: la Asamblea Nacional del Poder Popular de Cuba condenó el ataque de las fuerzas militares marroquíes contra el campamento de protesta saharaui de Gdeim Izik, considerando que constituye un alevoso crimen cometido contra manifestantes pacíficos, que reclamaban el cese de la ocupación del territorio saharaui y el fin de la dominación marroquí. El parlamento cubano rechazó la agresión marroquí y exigió al Consejo de Seguridad de Naciones Unidas que ejerciera toda su influencia para detener dichas acciones.[70]

- El Salvador: Durante un encuentro en la Cancillería con el ministro para América Latina de la RASD, Hash Ahmed, el ministro salvadoreño de Relaciones Exteriores, Hugo Martínez, expresó su solidaridad con las víctimas de los sucesos de El Aaiún, y reafirmó que El Salvador apoya el proceso de diálogo y negociación entre las partes que impulsa Naciones Unidas.[71][72]

- España: el Gobierno de España, a través de la ministra de Asuntos Exteriores y del Vicepresidente Primero del Gobierno, Trinidad Jiménez y Alfredo Pérez Rubalcaba respectivamente, manifestó "preocupación" y "condena de la violencia" por el asalto y los enfrentamientos, sin llegar a condenar al gobierno marroquí explícitamente. Según las filtraciones de WikiLeaks, desde la llegada del PSOE al poder, el gobierno de España mantenía de cara al público una posición de equidistancia en el conflicto, pero bajo cuerda apoyó a Marruecos, incluso asesorándole sobre su propuesta de autonomía (proponiendo "una solución similar a la que España ha dado a Cataluña"). El gobierno español también habría intentado excluir al Frente Polisario de las negociaciones para resolver el conflicto, y querría evitar la celebración del referéndum de autodeterminación.[73] La posición de España sobre lo sucedido no varió sustancialmente, basándolo en una falta de datos reales sobre lo que había ocurrido realmente, a causa de la carencia de información independiente. Mientras, tanto el Congreso de los Diputados como el Senado de España aprobaron mociones condenando la violencia en Gdeim Izik y El Aaiún, exhortando al gobierno a "condenar con firmeza los violentos incidentes que se produjeron en el campamento de Gdeim Izik cuando estaba siendo desmantelado y en la ciudad de El Aaiún", y denunciando también al bloqueo informativo impuesto por Marruecos. Además, 16 parlamentos autonómicos condenaron la violencia durante el desalojo de Gdeim Izik.[74][75]

- Estados Unidos: el portavoz del Departamento de Estado norteamericano, Philip Crowley, declaró en rueda de prensa "Nos preocupan los violentos altercados, pero por eso también seguimos apoyando el proceso de la ONU". Unos días antes, Crowley había instado a las partes a involucrarse seriamente en el proceso de negociaciones para encontrar una "solución pacífica, sostenible y mutuamente acordada en el conflicto del Sahara Occidental".[76]

- Francia: Marruecos expulsó del país al diputado francés Jean-Paul Lecoq, que tenía la intención de viajar a El Aaiún, lo que provocó la condena del ministro de Asuntos Exteriores francés, Bernard Kouchner, que calificó la situación en la zona como "muy grave".[77]

- Irlanda: el ministro irlandés de Relaciones Exteriores, Michael Martin, respondiendo a una pregunta en el Parlamento de Irlanda, afirmó que según los informes que poseía, las fuerzas de seguridad marroquíes habían penetrado brutalmente en la mañana del lunes a desmantelar el campamento. Añadió: "Lamento la muerte y la violencia que se produjeron y el uso excesivo de las fuerzas de seguridad marroquíes contra los pacíficos manifestantes saharauis". El ministro irlandés criticó a los obstáculos impuestos por Marruecos para celebrar un referéndum de libre determinación, que incluya la opción de la independencia del pueblo del Sáhara Occidental.[78]

- Italia: el ministro italiano de Asuntos Exteriores, Franco Frattini, expresó en Roma su "grave preocupación" en relación con los enfrentamientos que siguieron al desalojo del campamento saharaui en el Sáhara Occidental. "Estamos extremadamente preocupados por la muerte y heridas de numerosas personas, causadas durante los enfrentamientos". Además, Frattini expresó sus condolencias a los familiares de las víctimas, invitó a las partes a continuar las negociaciones en curso y pidió que se mantuviera la calma, evitando nuevos enfrentamientos que pudieran causar víctimas civiles.[79]

- México: el Senado de México condenó la invasión del Ejército marroquí durante el desmantelamiento del campamento de Gdeim Izik. También expresó al gobierno de la RASD su "más profundo pesar y enérgica indignación" por los actos violentos en que perdieron la vida ciudadanos saharauis, y exhortó al gobierno mexicano para que se pronunciara sobre los hechos.[80] Senadores del PRI y del PRD defendieron el derecho del pueblo saharaui a su libre determinación y criticaron la actitud colonialista de Marruecos.[81][82]

- Nicaragua: el Gobierno de Nicaragua, mediante una nota de prensa, lamentó los sucesos de violencia en los campamentos saharauis de El Aaiún, condenando "el uso ilegal y desproporcionado de la fuerza" por parte de Marruecos, causante del desenlace final. "Lamentamos y condenamos estos sucesos, a la vez que reiteramos nuestra solidaridad y reconocimiento al hermano pueblo y gobierno de la República Árabe Saharaui Democrática".[83]

- Panamá: el Ministerio de Relaciones Exteriores de la República de Panamá, mediante un comunicado de prensa, expresó su "grave preocupación" ante la violencia en el Sáhara Occidental, y transmitió su pesar por la pérdida de vidas humanas, heridos y daños materiales, "ocasionados por los enfrentamientos entre fuerzas marroquíes y civiles saharauis".[84]

- Reino Unido: el secretario de Estado de Exteriores del Reino Unido, Alistair Burt, señaló desde Argel, tras entrevistarse con el ministro de Estado delegado para Asuntos del Magreb de Argelia, Abdelkader Messahel el 11 de noviembre, que su país seguía los sucesos del Sahara Occidental "con mucha preocupación e inquietud" y consideró que la violencia desatada en la zona era "la expresión de la frustración vivida hasta ahora" y reclamó la celebración del referéndum sobre la autodeterminación del territorio.[85]

- Sudáfrica: el embajador sudafricano en Argel (acreditado también ante la RASD), Joseph Kotane, condenó enérgicamente las "barbaries cometidas por Marruecos", a la vez que expresó "el firme apoyo y solidaridad del gobierno y pueblo de Sudáfrica con el pueblo saharaui". Después de presentar sus credenciales al presidente saharaui Mohamed Abdelaziz, Kotane afirmó: "El Sáhara Occidental es la última colonia en África y todos los países africanos tienen la responsabilidad moral y legal de apoyar al gobierno y el pueblo saharaui para lograr su independencia".[86]

- Venezuela: el Gobierno de Venezuela, mediante un comunicado oficial, expresó: "su preocupación y rechazo a los violentos acontecimientos ocurridos tras la entrada de las fuerzas de represión marroquíes en el campamento de Agdaym Izik". También demandó el cese de la violencia contra la población saharaui, lamentando los muertos y heridos resultantes de la acción marroquí.[87]

### Organizaciones No Gubernamentales
- Reporteros sin Fronteras denunció el 10 de noviembre que Marruecos impedía el acceso a la zona de conflicto a los medios de comunicación internacionales:

A día de hoy [10 de noviembre], los representantes de la aerolínea gubernamental Royal Air Maroc (RAM) siguen sin dejar embarcar para El Aaiún en el aeropuerto de Casablanca a una decena de corresponsales extranjeros. La prensa internacional interesada por la cuestión del Sáhara Occidental es objetivo directo de las autoridades marroquíes. Al disponer de un estatuto avanzado ante la Unión Europea y ser candidato a su integración, Marruecos no puede prohibir el derecho a la imagen y el acceso a la información.
RSF

- La Federación Mundial de la Juventud Democrática, mediante un comunicado el 8 de noviembre, hizo un llamamiento a la comunidad internacional para ejercer presión sobre el reino de Marruecos para parar su ofensiva militar contra los civiles saharauis, levantar el bloqueo militar impuesto en El Aaiún y el resto de ciudades saharauis, y permitir el acceso total de medios, ONG y observadores internacionales al territorio. También exhortó la ONU y las organizaciones internacionales a intervenir urgentemente para proteger a los civiles indefensos de los actos de odio y xenofobia, cometidos por los colonos marroquíes y el aparato de seguridad. Por último, afirma que el veto marroquí a la prensa y los observadores internacionales ilustra la necesidad de dotar de competencias sobre derechos humanos a la misión de la MINURSO.[89] Previamente, el presidente de la FMJD, Tiago Vieira, había sido expulsado primero del aeropuerto de El Aaiún, y después de Marruecos, dando lugar a una condena por parte de la organización.[90]

### Posición de España

#### Posición del Gobierno español

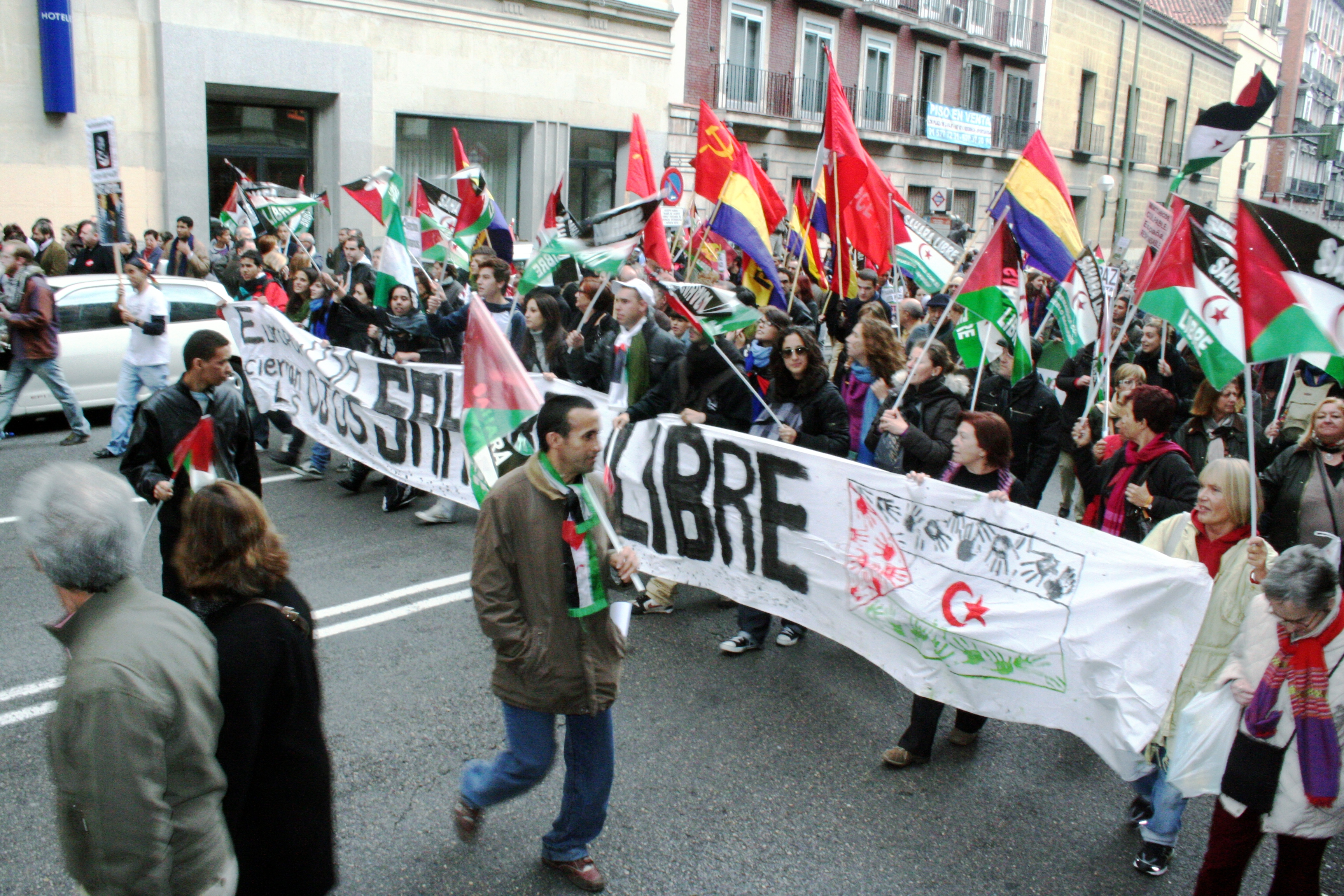
El 13 de noviembre de 2010 varios grupos pro-saharauis (entre ellos comunistas, anarquistas y republicanos) junto a colectivos civiles de españoles y saharauis exiliados protestaron pidiendo la independencia total del Sahara Occidental.

La ministra de Asuntos Exteriores y Cooperación de España, Trinidad Jiménez, pidió el mismo día 8 de noviembre calma y señaló que es "un asunto que debe ser abordado en la comunidad internacional y la ONU debe pronunciarse". Un día después, el ministro de Asuntos Exteriores marroquí, Taieb Fassi-Fihri, declaró que se lo había anunciado cinco días antes a la ministra de Exteriores española, durante su visita a Madrid, lo que esta desmintió de manera rotunda, negando que en ningún momento de la reunión, ni antes ni después de la misma, fue informada ni ella ni ningún miembro de la delegación española de las intenciones del ejecutivo marroquí. Trinidad Jiménez volvió a manifestarse el 12 de noviembre, indicando que "recprochaba" a Marruecos su comportamiento y condenó la violencia con que se desmanteló el campamento. El exministro de Asuntos Exteriores español, Miguel Ángel Moratinos, viajó a Argelia el 10 de noviembre enviado por el presidente del Gobierno español, José Luis Rodríguez Zapatero, para "aliviar las tensiones" a causa del conflicto desatado con el desmantelamiento del campamento saharahui. El cónsul español en Rabat, Rafael Jover, se desplazó el 12 de noviembre a El Aaiún para tratar de averiguar si, efectivamente, uno de los fallecidos era de nacionalidad española.
El 16 de noviembre se reunieron en Madrid el ministro español de Interior y Vicepresidente Primero del Gobierno, Alfredo Pérez Rubalcaba y el ministro del Interior marroquí, Taieb Cherkaoui, oficialmente como devolución de una visita meses atrás del Vicepresidente español. Al final de la misma, el ministro español declaró que había hecho llegar al ministro marroquí la "gran preocupación que existe en amplios sectores de la sociedad española y en las fuerzas políticas por lo ocurrido en el campamento saharaui de protesta y en El Aaiún, una preocupación que comparte el Gobierno" y que este le había realizado un "minucioso relato que refuta las graves acusaciones de los últimos días", comprometiéndose a investigar las muertes acaecidas, entre ellas las del ciudadano español, si bien el ministro marroquí ya había señalado momentos antes que murió en un accidente de tráfico.
El 20 de noviembre, tras entrevistarse Trinidad Jiménez con la secretaria de Estado de Estados Unidos, Hillary Clinton, en Lisboa, en el marco de una reunión de la OTAN sobre Afganistán, declaró que España abogaba por que se ampliasen as competencias de la Misión de Naciones Unidas para el referendo en el Sahara Occidental (MINURSO) atribuyéndole competencias en materia de vigilancia de derechos humanos, lo que fue una posición nueva del gobierno español que nunca había apoyado a nivel ministerial o de Presidencia del Gobierno una ampliación de competencias de la MINURSO. También abogó por una mayor implicación de los países que conforman el llamado Grupo de Amigos del Sahara dentro de la ONU (Estados Unidos, España, Francia, Reino Unido y Rusia) para respaldar las conversaciones que mantienen las partes en Nueva York sobre el proceso de descolonización y la celebración de un referendo.
El gobierno español, a través de su ministra de Asuntos Exteriores, dio por zanjado el conflicto con Marruecos al mismo tiempo que lo hacía la Unión Europea el 13 de diciembre de 2010 con la firma de tres acuerdos comerciales y la condena de la violencia.

#### Posición del Senado y el Congreso de los Diputados
El 18 de noviembre, todos los grupos parlamentariios españoles, excepto el Grupo Socialista, condenaron la actuación de Marruecos, mientras que el vicepresidente primero del Gobierno español y la ministra de Asuntos Exteriores informaban de que habían pedido un informe sobre la situación, no sólo al gobierno marroquí, sino también a Human Rights Watch para examinar con más detenimiento cuales fueron en realidad los hechos.
El Congreso de los Diputados de España aprobó el 2 de diciembre con el apoyo de todos los grupos parlamentarios excepto Esquerra Republicana de Catalunya que se abstuvo, una resolución que, sin condenar expresamente a Marruecos, señalaba:

El Congreso insta al Gobierno a condenar los incidentes violentos ocurridos en Agdam Izik y en El Aaiún con ocasión del desalojo el 8 de noviembre del citado campamento, [expresaba] a las autoridades marroquíes su preocupación ante las informaciones sobre violaciones de derechos humanos en el territorio del Sáhara Occidental [y pedía a Marruecos] que respete el libre acceso de la prensa, los observadores independientes y las organizaciones humanitarias al Sáhara Occidental y su libre circulación dentro del territorio.

La resolución produjo una reacción airada del gobierno de Marruecos que señaló que "las circunstancias requieren una revaluación del conjunto de las relaciones con España en todos los ámbitos".

### La Unión Europea da por concluida la crisis con Marruecos
El 13 de diciembre la Unión Europea, en el marco del Consejo de Asociación UE-Marruecos, manifiesto su preocupación por el conflicto del Sáhara, lamentó la pérdida de vidas humanas y la violencia e insistió en la necesidad de encontrar una solución justa, al tiempo que firmó con Marruecos tres acuerdos de cooperación en materia económica: uno sobre liberalización comercial agrícola y pesquera, otro que establecía un mecanismo de resolución de diferencias comerciales y un tercero que permitía la participación marroquí en programas comunitarios. Las partes consideraron cerrado el conflicto por el asalto al campamento saharahui y la Unión Europea valoró que "el partenariado con Marruecos tiene un valor fundamental para la UE". En palabras de Steven Vanackere, ministro belga de Exteriores y presidente de turno de la Unión, "todos, incluidos los marroquíes, lamentamos la violencia", y "crear la máxima transparencia, favorece la solución".
La ministra de Asuntos Exteriores española, Trinidad Jiménez, que no asistió al encuentro, se manifestó también en términos similares, llegando a declarar que "ningún suceso va a alterar la relación que tenga la Unión Europea con Marruecos. Para la Unión, Marruecos es un socio estratégico, que adquiere una importancia fundamental en muchos asuntos que consideramos de extraordinaria relevancia, como los flujos migratorios, la cooperación antiterrorista y los acuerdos comerciales".
El ministro marroquí de Exteriores, presente en la reunión, señaló que había "aprovechado la ocasión para restablecer la verdad y relatar los hechos tal y como han ocurrido los incidentes de El Aaiún" y que lo fundamental eran las negociaciones que se llevaban con el Polisario en el marco de Naciones Unidas y que se retomarían pocos días después, entre el 16 y el 18 de diciembre. Ni el ministro marroquí ni la Unión Europea aclararon si estas explicaciones de Marruecos habían sido suficientes.

## Sucesos posteriores

### Enfrentamientos juveniles en institutos de Smara y El Aaiún
El 29 de noviembre de 2010, estudiantes saharauis y marroquíes del instituto "Mulay Rachid" de Smara se enfrentaron violentamente, resultando heridos entre 23 (según la prefectura de El Aaiún) y 36 jóvenes (según el hospital regional de Smara). Según una fuente, los marroquíes se habrían concentrado ante el instituto ante el rumor de que los estudiantes saharauis se iban a manifestar por la autodeterminación. Mientras, colonos marroquíes procedentes de barrios periféricos de la ciudad (El Gaiz y Erbayeb) irrumpieron en el patio del instituto, portando banderas marroquíes y gritando consignas a favor del reino alauí, los cuales se unieron a los estudiantes marroquíes para agredir a los saharauis Según el alcalde de Smara, Mohamed El Joumani, desde hacía unos días los alumnos marroquíes llevaban a clase banderas marroquíes y cantaban el himno nacional. Los alumnos saharauis no habían respondido a la provocación hasta ese día, en el que lo hicieron lanzándoles piedras mientras "se han quejado porque el colegio es lugar para aprender y no para hacer política". Después, los alumnos marroquíes rompieron las sillas para extraer las barras de hierro y agredir con ellas a los saharauis. Según una joven saharaui, los marroquíes también habrían usados cuchillos y cristales como armas. Mientras la policía marroquí estableció un perímetro de seguridad alrededor del edificio, aunque según Hassan Duihi, del Comité de Presos Políticos Saharauis, los uniformados habrían entrado en el instituto, agrediendo también a los alumnos saharauis.
Los enfrentamientos violentos entre jóvenes de las dos comunidades también se produjeron en El Aaiún, concretamente en el instituto "Mohamed VI" y la escuela de secundaria "Temia". Los alumnos saharauis denunciaron que los alumnos marroquíes, escoltados por la policía, irrumpieron en las aulas, agrediendo a los saharauis con palos, cadenas y piedras. Como resultado de los enfrentamientos, hubo 13 heridos y un número indeterminado de detenidos.
El 12 de enero de 2011, se vuelve a desatar la violencia en el instituto "Moulay Rachid" de Smara. Según CODESA (Colectivo de Defensores Saharauis de Derechos Humanos), hijos de colonos marroquíes volvieron a introducirse en el patio del instituto, coreando consignas "provocadoras y racistas" contra los saharauis, los cuales contestaron coreando lemas a favor de la autodeterminación del pueblo saharaui. En el posterior enfrentamiento, los jóvenes marroquíes agredieron a los saharauis a pedradas, resultando heridos 15 jóvenes saharauis, algunos de los cuales tuvieron que ser trasladados al hospital.

### Muerte de Said Dambar
El 22 de diciembre de 2010 a las 02:30 AM (hora local), el joven saharaui de 26 años Said Sidahmed Abdelwahab (conocido como Said Dambar), que había acudido con un amigo a un ciber-café de El Aaiún a ver un partido de fútbol, tuvo una discusión con dos policías marroquíes. Según los familiares de Dambar, su amigo echó a correr al desenfundar su pistola uno de los policías, mientras el otro disparaba a Dambar en la frente y en el pecho. Tras ser trasladado al hospital Ben El Mehdi en estado de muerte cerebral, la policía se presentó en su casa familiar, llevándose a un hermano de Dambar a la Gobernación de El Aaiún, donde fue informado de lo sucedido por el gobernador, que quitó importancia al suceso. La familia denunció que el hospital se negó a darles un parte médico, y sólo permitió a dos familiares entrar a verle la mañana del día 23. A las 14:00 PM de ese día se comunicó la muerte de Said Dambar. El fallecido era licenciado en Economía y diplomado en Empresariales por la Universidad de Fez, y trabajaba en el ayuntamiento de El Aaiún. Se da la circunstancia de que tres hermanos de Dambar residen desde hace más de una década en Lanzarote, siendo miembros activos de la comunidad saharaui en la isla.
La Fundación Sahara Occidental denunció que tanto el gobernador de El Aaiún primero, como un grupo de funcionarios marroquíes después, intentaron sobornar a la familia de Dambar, haciendo que salieran en la televisión marroquí declarando que todo había sido "un error y un malentendido", ofreciéndoles a cambio un puesto de funcionario a cada miembro de la familia, a lo que esta se negó.
El 25 de diciembre, el fiscal general de rey de Marruecos anunció la presentación ante la fiscalía del policía Jamal Krichma, acusado de agresión y embriaguez manifiesta, pero manteniendo que fue una "muerte no intencionada". Ese día fue declarado por la presidencia de la RASD "Día de Duelo Nacional en memoria del Mártir Said Dambar", llamando a guardar un minuto de silencio "en memoria de los mártires de la causa nacional".
El 21 de enero de 2011, centenares de mujeres saharauis se manifestaron ante la casa de la familia de Dambar, exigiendo el esclarecimiento de su muerte y "una investigación neutral". La manifestación pacífica fue dispersada por la policía marroquí, dejando al menos seis mujeres heridas.
El 25 de enero, una de sus hermanas señaló que el cuerpo de Dambar seguía en la morgue de El Aaiún, sin que se le hubiera practicado la autopsia, y que su familia se negaba a enterrarlo hasta que se abriera una investigación para aclarar los hechos.

### Huida de saharauis en pateras desde El Aaiún a Canarias (España)
El 5 de enero de 2011, un grupo de 32 personas, 22 de ellos saharauis y el resto marroquíes, huyeron del Sahara Occidental, desde una playa situada al norte de El Aaiún, camino de las isla española de Fuerteventura en una patera, realizando un viaje de unas diecisiete horas. Los pasajeros de la embarcación fueron localizados por la Guardia Civil, identificándose rápidamente los saharauis como tales. Todos fueron retenidos por las autoridades españolas en el Centro de Internamiento de Extranjeros (CIE) de "El Matorral", excepto dos saharauis que habían huido de la playa al arribar su patera, y que estaban escondidos en paradero desconocido. 22 saharauis pidieron asilo político en España (así lo confirmó el vicepresidente del gobierno español, Alfredo Pérez Rubalcaba), pues muchos de ellos se encontraban en el campamento desalojado en noviembre por las autoridades marroquíes y habían permanecido ocultos hasta que pudieron escapar, afirmando que habían "huido de la represión y el infierno que se vive en El Aaiún". Fuentes saharauis en el Sahara Occidental confirmaron la versión de los retenidos, asegurando que las autoridades marroquíes habían facilitado la salida (por la que habrían pagado 600 euros por cabeza), hecho que ya sucedió en 2005 como táctica de Marruecos para sacar de la zona a activistas saharauis incómodos. El 10 de enero, el Alto Comisionado de las Naciones Unidas para los Refugiados en España manifestó que preveía un aumento de peticiones de asilo de saharauis en 2011, a causa de los sucesos de Gdeim Izik, añadiendo que dichas peticiones habían pasado de 73 en 2009 a 122 en 2010 (hasta noviembre), mientras las peticiones globales habían descendido. El gobierno español admitió a trámite sólo 5 de las 22 solicitudes de asilo presentadas. El 25 de enero, los 17 saharauis cuyas peticiones habían sido rechazadas fueron trasladados al CIE "Barranco Seco", en Las Palmas de Gran Canaria, como trámite a su repatriación, a pesar del recurso de paralización de las expulsiones presentado ante la Audiencia Nacional por la Comisión Española de Ayuda al Refugiado. ACNUR, que había pedido la admisión a trámite de las 22 solicitudes, expresó "Nos preocupa la situación de vulnerabilidad y desprotección en que puedan quedar" los saharauis devueltos al territorio controlado por Marruecos. Al día siguiente, la Sala de lo Contencioso-Administrativo de la Audiencia Nacional ordenó al Ministerio de Interior la paralización cautelar de las expulsiones, hasta que decida sobre los recursos presentados por los saharauis contra su expulsión. El presidente del gobierno, José Luis Rodríguez Zapatero aseguró ese día en el Congreso de los Diputados que ser saharaui no era condición suficiente para ser asilado político, y que no se había podido acreditar que los solicitantes sufrieran "persecución individualizada". El 28 de enero, la Audiencia Nacional autoriza la expulsión de 13 saharauis, interpretando que no existen "indicios que revelen que las autoridades marroquíes persigan de manera sistemática y generalizada a los saharauis por causa de su origen étnico". CEAR anunció que recurriría la decisión ante el Tribunal Europeo de Derechos Humanos de Estrasburgo. El tribunal pidió a España que suspendiera las expulsiones de los saharauis, ante "un riesgo inminente de daño irreparable" hacia sus vidas. El Ministerio del Interior de España anunció que acataba la petición y suspendía las expulsiones.
La noche del 31 de enero otra patera que habría partido de las cercanías de El Aaiún llegó a la playa de las Cucharas, cerca de Teguise (Lanzarote), estimándose que contenía entre 25 y 30 pasajeros, de los que 22 fueron interceptados por la Guardia Civil, identificándose la mayoría como saharauis, aunque también había marroquíes y un súbdito de Guinea-Bissau. Algunos de los pasajeros de la patera (entre los que había una mujer y varios menores) tuvieron que ser atendidos por hipotermias y deshidratación.
El 4 de marzo de 2011, los 15 saharauis de la patera de Fuerteventura quedan en libertad, al cumplirse los 60 días de retención legal, pero a la espera de la resolución de sus recursos por parte del Tribunal de Estrasburgo.